# والاس باور
والاس باور (2 يناير 1895 - 10 فبراير 1971)  (بالإنجليزية: Wallace Bower)‏ هو لاعب كريكت بريطاني (وحمل سابقاً جنسية المملكة المتحدة لبريطانيا العظمى وأيرلندا).